# Toea Wisil
Toea Wisil (ur. 1 stycznia 1988 w Banz, w prowincji Western Highlands) – papuańska lekkoatletka, sprinterka. Czternastokrotna mistrzyni Oceanii oraz piętnastokrotna złota medalistka igrzysk Pacyfiku. Dwukrotna olimpijka (Londyn, Rio de Janeiro) oraz dwukrotna uczestniczka seniorskich mistrzostw świata.

## Przebieg kariery
W 2004 roku wystąpiła na mistrzostwach Oceanii juniorów młodszych, na których zdobyła trzy tytuły wicemistrzowskie, w tym dwa indywidualnie (w konkurencjach biegu na 200 i 400 m). Rok później sięgała po medale mistrzostw melanezyjskich oraz minigrzysk Pacyfiku, a także wzięła udział w mistrzostwach świata kadetów – na których nie zdobyła żadnego medalu. W 2006 roku rywalizowała z lekkoatletkami podczas igrzysk Wspólnoty Narodów, do finału weszła tylko w sztafecie 4 × 400 m, zajmując 5. miejsce. Startowała na juniorskich mistrzostwach świata w Pekinie, ale tam także nie zdobyła medalu, odpadając w fazie eliminacyjnej podczas zmagań w konkurencji biegu na 100 m i biegu sztafet 4 × 100 m.
W czasie mistrzostw Oceanii w Apii (rozegranych w 2006 roku) Wisil zdobyła pięć medali, w tym tytuł mistrzowski wywalczony w sztafecie 4 × 100 m. W tej samej miejscowości rok później zdobyła pięć medali igrzysk Południowego Pacyfiku, z których dwa były złote – w biegu sztafet zarówno 4 × 100 m, jak i 4 × 400 m. W 2010 roku wywalczyła trzy złote medale mistrzostw Oceanii, w tym dwa indywidualnie (w biegu na 100 oraz 200 m), w 2011 roku zaś zdobyła pięć medali igrzysk Pacyfiku – wszystkie złote.
W czasie igrzysk olimpijskich w Londynie odpadła w eliminacjach biegu na 100 m. Papuanka w tej fazie zmagań uzyskała czas 11,27 plasujący ją na 4. miejscu w swojej grupie. Na tych samych igrzyskach była chorążym narodowej reprezentacji podczas ceremonii otwarcia.
W 2013 roku wzięła udział w mistrzostwach Oceanii, zdobyła na nich dwa złote medale – w konkurencji biegu na 100 i 200 m. Niedługo później wystąpiła na rozgrywanych w Moskwie mistrzostwach globu, startując w tych samych konkurencjach – zarówno w biegu na 100, jak i 200 m odpadła w eliminacjach. Podczas igrzysk Pacyfiku rozgrywanych w Port Moresby obroniła większość tytułów mistrzowskich wywalczonych w poprzedniej edycji igrzysk, zawodniczce nie udało się jedynie obronić złotego medalu zdobytego w sztafecie 4 × 100 m (tym razem sięgnęła po tytuł wicemistrzowski).
Na igrzyskach olimpijskich w Rio de Janeiro również startowała wyłącznie w konkursie biegu na 100 m. Tak jak cztery lata wcześniej odpadła w eliminacjach, w tej fazie zmagań uzyskała czas 11,48 i zajęła 4. miejsce w swej grupie.
Podczas światowego czempionatu w Londynie ponownie zakończyła na etapie eliminacji swoje występy w konkurencjach biegu na 100, jak również 200 m. Po raz ostatni w zawodach lekkoatletycznych wystąpiła podczas igrzysk Wspólnoty Narodów w Birmingham – na nich między innymi odpadła w półfinale biegu na 200 m.

## Osiągnięcia
| Rok     | Zawody                                 | Miasto         | Miejsce | Konkurencja        | Wynik   |
| ------- | -------------------------------------- | -------------- | ------- | ------------------ | ------- |
| 2004    | Mistrzostwa Oceanii juniorów młodszych | Townsville     | srebro  | bieg na 200 m      | 25,91   |
| 2004    | Mistrzostwa Oceanii juniorów młodszych | Townsville     | srebro  | bieg na 400 m      | 58,82   |
| 2004    | Mistrzostwa Oceanii juniorów młodszych | Townsville     | srebro  | sztafeta mieszana  | 1:52,04 |
| 2005    | Mistrzostwa świata juniorów młodszych  | Marrakesz      | 5. H    | bieg na 200 m      | 25,04   |
| 2005    | Mistrzostwa świata juniorów młodszych  | Marrakesz      | 4. H    | bieg na 400 m      | 57,55   |
| 2006    | Igrzyska Wspólnoty Narodów             | Melbourne      | 6. H    | bieg na 400 m      | 56,72   |
| 2006    | Igrzyska Wspólnoty Narodów             | Melbourne      | 5.      | sztafeta 4 × 400 m | 3:47,88 |
| 2006    | Mistrzostwa świata juniorów            | Pekin          | 6. H    | bieg na 100 m      | 12,17   |
| 2006    | Mistrzostwa świata juniorów            | Pekin          | 7. H    | sztafeta 4 × 100 m | 48,40   |
| 2006    | Mistrzostwa Oceanii                    | Apia           | srebro  | bieg na 100 m      | 12,03   |
| 2006    | Mistrzostwa Oceanii                    | Apia           | brąz    | bieg na 200 m      | 24,53   |
| 2006    | Mistrzostwa Oceanii                    | Apia           | brąz    | bieg na 400 m      | 57,26   |
| 2006    | Mistrzostwa Oceanii                    | Apia           | złoto   | sztafeta 4 × 100 m | 48,30   |
| 2006    | Mistrzostwa Oceanii                    | Apia           | srebro  | sztafeta mieszana  | 1:37,95 |
| 2007    | Igrzyska Południowego Pacyfiku         | Apia           | brąz    | bieg na 100 m      | 12,00   |
| 2007    | Igrzyska Południowego Pacyfiku         | Apia           | brąz    | bieg na 200 m      | 24,34   |
| 2007    | Igrzyska Południowego Pacyfiku         | Apia           | srebro  | bieg na 400 m      | 55,15   |
| 2007    | Igrzyska Południowego Pacyfiku         | Apia           | złoto   | sztafeta 4 × 100 m | 45,99   |
| 2007    | Igrzyska Południowego Pacyfiku         | Apia           | złoto   | sztafeta 4 × 400 m | 3:40,55 |
| 2008    | Mistrzostwa Oceanii                    | Saipan         | srebro  | bieg na 100 m      | 11,94   |
| 2008    | Mistrzostwa Oceanii                    | Saipan         | srebro  | bieg na 200 m      | 24,45   |
| 2008    | Mistrzostwa Oceanii                    | Saipan         | złoto   | sztafeta 4 × 100 m | 47,27   |
| 2010    | Mistrzostwa Oceanii                    | Cairns         | złoto   | bieg na 100 m      | 11,85   |
| 2010    | Mistrzostwa Oceanii                    | Cairns         | złoto   | bieg na 200 m      | 23,63   |
| 2010    | Mistrzostwa Oceanii                    | Cairns         | 4.      | bieg na 400 m      | 55,87   |
| 2010    | Mistrzostwa Oceanii                    | Cairns         | złoto   | sztafeta 4 × 100 m | 46,86   |
| 2010    | Igrzyska Wspólnoty Narodów             | Nowe Delhi     | 4.      | bieg na 100 m      | 11,52   |
| 2010    | Igrzyska Wspólnoty Narodów             | Nowe Delhi     | 7.      | bieg na 200 m      | 23,84   |
| 2010    | Igrzyska Wspólnoty Narodów             | Nowe Delhi     | 5. H    | sztafeta 4 × 400 m | 3:40,40 |
| 2011    | Igrzyska Pacyfiku                      | Numea          | złoto   | bieg na 100 m      | 54,06   |
| 2011    | Igrzyska Pacyfiku                      | Numea          | złoto   | bieg na 200 m      | 45,92   |
| 2011    | Igrzyska Pacyfiku                      | Numea          | złoto   | bieg na 400 m      | 23,88   |
| 2011    | Igrzyska Pacyfiku                      | Numea          | złoto   | sztafeta 4 × 100 m | 53,38   |
| 2011    | Igrzyska Pacyfiku                      | Numea          | złoto   | sztafeta 4 × 400 m | 46,89   |
| 2012    | Igrzyska olimpijskie                   | Londyn         | 4. H    | bieg na 100 m      | 11,27   |
| 2013    | Mistrzostwa Oceanii                    | Papeete        | złoto   | bieg na 100 m      | 11,90   |
| 2013    | Mistrzostwa Oceanii                    | Papeete        | złoto   | bieg na 200 m      | 24,45   |
| 2013    | Mistrzostwa świata                     | Moskwa         | 6. H    | bieg na 100 m      | 11,61   |
| 2013    | Mistrzostwa świata                     | Moskwa         | 7. H    | bieg na 200 m      | 24,23   |
| 2014    | Mistrzostwa Oceanii                    | Rarotonga      | złoto   | bieg na 100 m      | 11,57   |
| 2014    | Mistrzostwa Oceanii                    | Rarotonga      | złoto   | sztafeta 4 × 100 m | 47,88   |
| 2014    | Igrzyska Wspólnoty Narodów             | Glasgow        | 4. SF   | bieg na 100 m      | 11,44   |
| 2014    | Igrzyska Wspólnoty Narodów             | Glasgow        | 7. SF   | bieg na 200 m      | 24,48   |
| 2014    | Igrzyska Wspólnoty Narodów             | Glasgow        | 6. H    | sztafeta 4 × 400 m | 3:46,26 |
| 2015    | Mistrzostwa Oceanii                    | Cairns         | złoto   | bieg na 100 m      | 11,41   |
| 2015    | Mistrzostwa Oceanii                    | Cairns         | złoto   | bieg na 200 m      | 23,71   |
| 2015    | Mistrzostwa Oceanii                    | Cairns         | złoto   | sztafeta 4 × 100 m | 46,31   |
| 2015    | Mistrzostwa Oceanii                    | Cairns         | srebro  | sztafeta mieszana  | 1:36,08 |
| 2015    | Igrzyska Pacyfiku                      | Port Moresby   | złoto   | bieg na 100 m      | 11,86   |
| 2015    | Igrzyska Pacyfiku                      | Port Moresby   | złoto   | bieg na 200 m      | 24,05   |
| 2015    | Igrzyska Pacyfiku                      | Port Moresby   | złoto   | bieg na 400 m      | 54,17   |
| 2015    | Igrzyska Pacyfiku                      | Port Moresby   | srebro  | sztafeta 4 × 100 m | 46,27   |
| 2015    | Igrzyska Pacyfiku                      | Port Moresby   | złoto   | sztafeta 4 × 400 m | 3:45,13 |
| 2016    | Igrzyska olimpijskie                   | Rio de Janeiro | 4. H    | bieg na 100 m      | 11,48   |
| 2017    | Mistrzostwa Oceanii                    | Suva           | złoto   | bieg na 100 m      | 11,63   |
| 2017    | Mistrzostwa Oceanii                    | Suva           | złoto   | bieg na 200 m      | 23,24   |
| 2017    | Mistrzostwa świata                     | Londyn         | 5. H    | bieg na 100 m      | 11,41   |
| 2017    | Mistrzostwa świata                     | Londyn         | 7. H    | bieg na 200 m      | 23,93   |
| 2019    | Mistrzostwa Oceanii                    | Townsville     | 4.      | bieg na 100 m      | 11,99   |
| 2019    | Mistrzostwa Oceanii                    | Townsville     | 4.      | bieg na 400 m      | 55,71   |
| 2019    | Mistrzostwa Oceanii                    | Townsville     | brąz    | sztafeta 4 × 100 m | 47,08   |
| 2019    | Igrzyska Pacyfiku                      | Apia           | złoto   | bieg na 100 m      | 11,56   |
| 2019    | Igrzyska Pacyfiku                      | Apia           | złoto   | bieg na 200 m      | 23,45   |
| 2019    | Igrzyska Pacyfiku                      | Apia           | złoto   | bieg na 400 m      | 53,90   |
| 2019    | Igrzyska Pacyfiku                      | Apia           | srebro  | sztafeta 4 × 100 m | 45,97   |
| 2019    | Igrzyska Pacyfiku                      | Apia           | złoto   | sztafeta 4 × 400 m | 3:44,86 |
| 2022    | Mistrzostwa Oceanii                    | Mackay         | 5.      | bieg na 100 m      | 11,97   |
| 2022    | Igrzyska Wspólnoty Narodów             | Birmingham     | 5. H    | bieg na 100 m      | 11,79   |
| 2022    | Igrzyska Wspólnoty Narodów             | Birmingham     | 8. SF   | bieg na 200 m      | 24,43   |
| 2022    | Igrzyska Wspólnoty Narodów             | Birmingham     | 5. H    | sztafeta 4 × 100 m | 45,38   |
| Źródło: |                                        |                |         |                    |         |

W 2019 i 2020 roku zdobyła złoty medal mistrzostw kraju w konkurencji biegu na 100 m.

## Rekordy życiowe
- bieg na 100 m – 11,29 (9 lipca 2016, Suva; 17 lutego 2017, Canberra)[c]
- bieg na 200 m – 23,13 (12 marca 2017, Canberra)
- bieg na 400 m – 53,19 (14 sierpnia 2010, Gold Coast)
- sztafeta 4 × 100 m – 45,38 (6 sierpnia 2022, Birmingham)
- sztafeta 4 × 400 m – 3:40,40 (11 października 2010, Nowe Delhi)

Halowe
- bieg na 60 m – 7,66 (17 grudnia 2011, Gold Coast)

Źródło: 